# Сендкі (Вармінсько-Мазурське воєводство)
Сендкі (пол. Sędki, нім. Sentken) — село в Польщі, у гміні Елк Елцького повіту Вармінсько-Мазурського воєводства.
Населення — 121 особа (2011).
У 1975-1998 роках село належало до Сувальського воєводства.

## Демографія
Демографічна структура станом на 31 березня 2011 року:
|          | Загалом | Допрацездатний вік | Працездатний вік | Постпрацездатний вік |
| -------- | ------- | ------------------ | ---------------- | -------------------- |
| Чоловіки | 57      | 17                 | 40               | 0                    |
| Жінки    | 64      | 12                 | 43               | 9                    |
| Разом    | 121     | 29                 | 83               | 9                    |